# Kamp De Wite Peal
Kamp De Wite Peal is een voormalig werkkamp aan de Kampweg bij Rohel, in de Friese gemeente De Friese Meren.

## Werkverschaffing
In de jaren dertig werd in het kader van de werkverschaffing door werkloze mannen begonnen met de ondiepe plas Rohelster Wijde droog te leggen. In 1940 werd Kamp De Wite Peal gebouwd in opdracht van de Rijksdienst voor de Werkverruiming. Het kamp werd genoemd naar de witte paal die op de grens stond van de gemeenten Schoterland (later Haskerland) en Doniawerstal. In de zomer van 1940 kwam het kamp gereed. De mannen verrichtten ontginningswerkzaamheden. Op 1 mei 1942 kwam hier een einde aan.

## Joods werkkamp
Op 14 augustus 1942 werd het kamp door de Duitse bezetter gebruikt als werkkamp voor 120 Joodse arbeiders. Na anderhalve maand werden de dwangarbeiders in de nacht van 2 oktober op 3 oktober afgevoerd naar Kamp Westerbork.

## Moluks woonoord
Na de oorlog werd het kamp gebruikt door gerepatrieerden uit Duitsland. Ook was het een vakantiekamp voor kinderen. 
In de jaren vijftig werden in de barakken Molukse KNIL-militairen en hun gezinnen gehuisvest. Het was een van de vier Molukse woonoorden in Friesland. In 1960 werd het kamp gesloten en verhuisden de Molukkers naar Kamp Ybenheer bij Fochteloo. Op 8 februari 1961 werden de barakken en grond verkocht.
De weg waaraan het kamp stond kreeg de naam Kampweg. De voetbalclub DWP uit Sintjohannesga, opgericht in 1947, is naar het kamp genoemd.

## Gedenkteken
Ter nagedachtenis aan de Molukkers (Ambonezen) werd op de plaats van het voormalige kamp op 26 april 2011 een gedenkteken onthuld.
Op de paal staat de tekst:
| Tekst oostzijde                                | Tekst noordzijde                                                     |
| ---------------------------------------------- | -------------------------------------------------------------------- |
| Hier stond het Rijkskamp De Wite Peal tot 1961 | 1940–1941 werklozenkamp 1942 kamp voor Joden 1951–1960 Ambonezenkamp |

Arriën ·
Balderhaar ·
Beugelen ·
Bruinhorst ·
Conrad ·
De Beetse ·
De Bruine Enk ·
De Wite Peal ·
De Wittebrink  ·
Het Wijde Gat ·
Hooghalen ·
Hooghalen (Heidelager) ·
Kremboong ·
Molengoot ·
Overbroek ·
Schut ·
Twilhaar ·
Vledder
Arriën ·
Balderhaar ·
Beugelen ·
Bruinhorst ·
Conrad ·
De Beetse ·
De Bruine Enk ·
De Wite Peal ·
De Wittebrink  ·
Het Wijde Gat ·
It Petgat ·
Kremboong ·
Lievelde · Molengoot ·
Oranje ·
Overbroek ·
Schut ·
Twilhaar ·
Vledder ·
Ybenheer · De Zomp
Nederland in de Tweede Wereldoorlog
 Portaal:Tweede Wereldoorlog